# Виллс, Горацио
Горацио Спенсер Хау Виллс (англ. Horatio Spencer Howe Wills; Сидней, Новый Южный Уэльс, Австралия, 5 октября 1811 — 17 октября 1861, Квинсленд, Австралия) — австралийский скотовод и политик.

## Биография
Горацио Спенсер Хау Виллс родился в австралийском городе Сидней, в британской исправительной колонии штата Новый Южный Уэльс. Он вырос на Джордж-стрит вместе со своей матерью Сарой Хардинг и отчимом Джорджем Хау свободным поселенцем. Отец Виллса Эдвард Спенсер Виллс был осуждён и доставлен в тюрьму в 1799 году за ограбление на шоссе. Он умер за пять месяцев до своего день рождения.
Горацио работал печатником и редактором в первой австралийской газете Sydney Gazette, прежде чем в 1832 году основал свой журнал The Currency Lad. В нём он продвигал интересы коренных белых австралийцев и приводил аргументы в пользу Австралийского республиканизма, предвосхищая националистические взгляды конца XIX века. У него было девять детей, в том числе и Том Виллс, первый значимый игрок в крикет в Австралии и основатель Австралийского футбола по правилам.
В конце 1830-х годов Виллс занялся скотоводством и вместе с семьёй переехал в регион Грампианс, штат Виктория. Он был одним из первых поселенцев этого района. Там он купил участок площадью 510 км² под название Лексингтон (Lexington) около Мойстона. На участке он

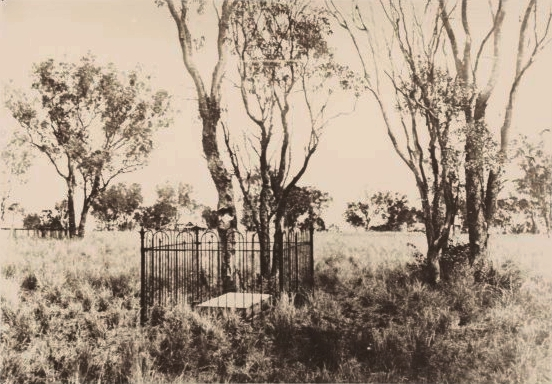
Могила Горацио Виллса

построил дом, завершённый в 1845 году, который существует по сей день и внесён в список наследия. Находясь в Лексингтоне он назвал близлежащею гору Арарат, в честь которой город Арарат получил своё название. Он нанял аборигенов в качестве рабочих и сборщиков урожая на своей территории.
В 1852 году он продал Лексингтон и переехал в Белле Вю (Belle Vue) в Джелонге. Виллс был избран в Законодательный совет Виктории 10 января 1855 года и в Законодательное собрание Виктории в ноябре 1856 года, и занимал эту должность до 1859 года.
В 1861 году Виллс переехал на север, в Квинсленд. 17 октября 1861 года он был убит аборигенами вместе с его 18 сотрудниками во время Резни в Куллин-ла-ринго.